# Youth (album BTS)
YOUTH – drugi japoński album studyjny południowokoreańskiej grupy BTS, wydany 7 września 2016 roku. Osiągnął 1 pozycję w rankingu Oricon i pozostawał na liście przez 18 tygodni, sprzedał się w nakładzie 88 156 egzemplarzy. Album został wydany w dwóch edycjach: regularnej i limitowanej (CD+DVD). Płytę promowały single FOR YOU, I NEED U i RUN.
Album zdobył status złotej płyty.

## Lista utworów
Autorem słów jest KM-MARKIT.
| CD  |                                                              | |                                       |      |
| Nr  | Tytuł                                                        | Kompozycja | Produkcja                             | Czas |
| 1.  | "INTRODUCTION: YOUTH"                                        | Ryuja, Rap Monster, Hitman Bang, Pdogg, Suga, Kim Tae-hyung, Jeon Jung-kook, J-Hope, UTA, HIRO, Bouther Su, Devine-Channel | Ryuja                                 | 2:18 |
| 2.  | "RUN" (Japanese Ver.)                                        | Pdogg, Hitman Bang, Rap Monster, Suga, Kim Tae-hyung, Jeon Jung-kook, J-Hope                                               | Pdogg                                 | 3:57 |
| 3.  | "FIRE" (Japanese Ver.)                                       | Pdogg, Hitman Bang, Rap Monster, Suga, Devine-Channel                                                                      | Pdogg                                 | 3:25 |
| 4.  | "DOPE -Chō yabē!-"!- (jap. DOPE -超ヤベー!-) (Japanese Ver.) | Pdogg, Ear Attack, Hitman Bang, Rap Monster, Suga, J-Hope                                                                  | Pdogg                                 | 4:01 |
| 5.  | "Good Day"                                                   | Matt Cab, Ryuja, Suga, J-Hope, Rap Monster                                                                                 | Matt Cab, Ryuja                       | 4:27 |
| 6.  | "Save ME" (Japanese Ver.)                                    | Pdogg, Ray Michael, Djan Jr, Ashton Foster, Samantha Harper, Rap Monster, Suga, J-Hope                                     | Pdogg                                 | 3:19 |
| 7.  | "Funtan shōnen-dan" (jap. フンタン少年団) (Japanese Ver.)    | Suga, Pdogg, Hitman Bang, Rap Monster, J-Hope, Kim Seok-jin, Park Ji-min, Kim Tae-hyung                                    | SUGA, Pdogg                           | 4:05 |
| 8.  | "Baepsae" (jap. ペップセ Peppuse) (Japanese Ver.)            | Pdogg, Superme Boi, Rap Monster, Slow Rabbit                                                                               | Pdogg                                 | 3:56 |
| 9.  | "Wishing on a star"                                          | Matt Cab, Williie Weeks, Daisuke, Rap Monster, Suga, J-Hope                                                                | Matt Cab, Williie Weeks               | 4:31 |
| 10. | "Butterfly" (Japanese Ver.)                                  | Hitman Bang, Slow Rabbit, Pdogg, Brother Su, Rap Monster, Suga, J-Hope                                                     | Pdogg                                 | 4:00 |
| 11. | "For You"                                                    | UTA, HIRO, Rap Monster, Suga, J-Hope, Pdogg                                                                                | Pdogg                                 | 4:44 |
| 12. | "I NEED U" (Japanese Ver.)                                   | Pdogg, Hitman Bang, Rap Monster, Suga, J-Hope, Brother Su                                                                  | Pdogg                                 | 3:32 |
| 13. | "EPILOGUE: Young Forever" (Japanese Ver.)                    | Slow Rabbit, Rap Monster, Hitman Bang, Suga, J-Hope                                                                        | Rap Monster, Slow Rabbit              | 2:53 |
| DVD |                                                              | |                                       |      |
| Nr  | Tytuł                                                        | Tytuł | Tytuł                                 | Czas |
| 1.  | "FOR YOU" Music Video                                        | "FOR YOU" Music Video | "FOR YOU" Music Video                 |      |
| 2.  | "I NEED U-Japanese Ver.-" Music Video                        | "I NEED U-Japanese Ver.-" Music Video                                                                                      | "I NEED U-Japanese Ver.-" Music Video |      |
| 3.  | "RUN-Japanese Ver.-" Music Video                             | "RUN-Japanese Ver.-" Music Video                                                                                           | "RUN-Japanese Ver.-" Music Video      |      |

## Notowania
| Lista                     | Najwyższa pozycja |
| ------------------------- | ----------------- |
| Oricon Daily Album Chart  | 1                 |
| Oricon Weekly Album Chart | 1                 |
| Billboard Hot Albums      | 2                 |